# Esna

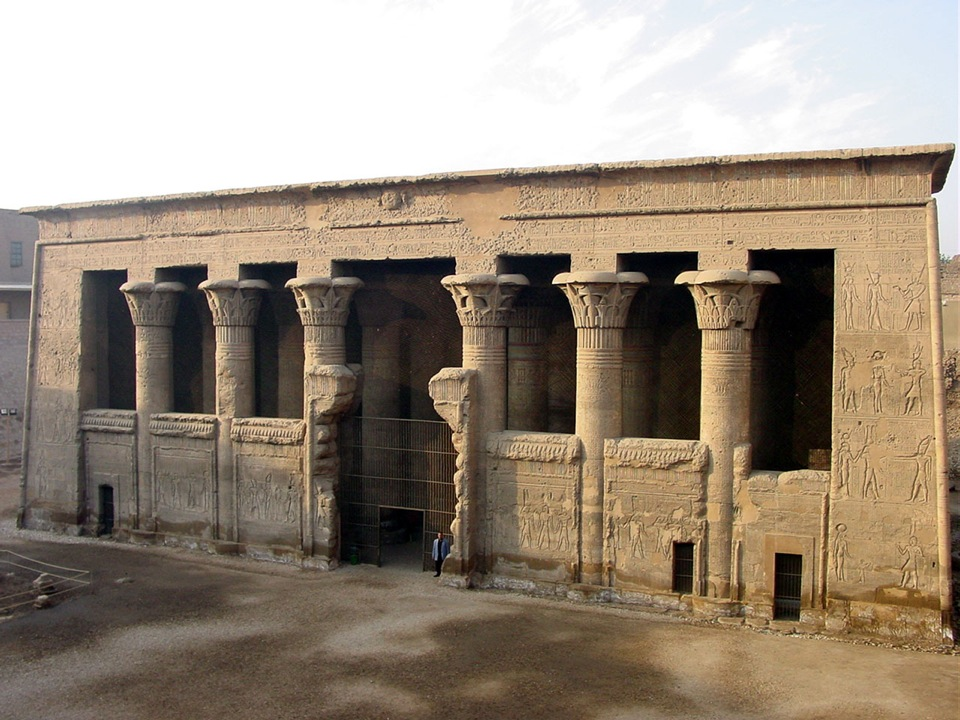
Temple de Khnum.

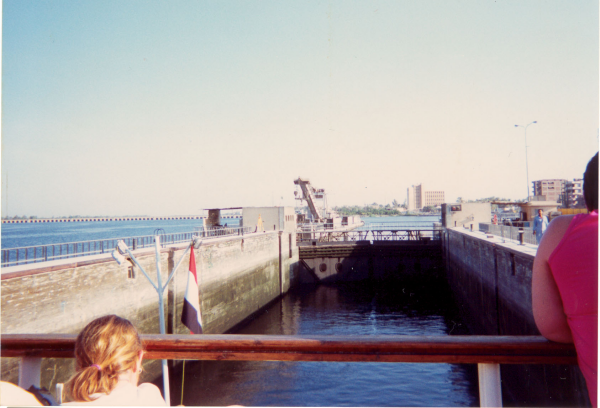
Rescloses d'Esna.

Esna, Ĭsne, Isna, Esnah o Esneh (àrab: إسنا, Isnā; copte: ⲥⲛⲏ o ⲉⲥⲛⲏ, Snē; egipci antic, Iunyt o Ta-senet; grec antic: Λατόπολις, Latópolis o πόλις Λάτων, pólis Látōn o Λάττων, Lattōn, pel peix Latos, que hi era adorat; llatí: Lato) és una ciutat egípcia a 55 km al sud de Luxor, a la governació de Qena. Té una població de més de 50.000 habitants, i està situada a la riba occidental del Nil, a uns 500 km al sud del Caire.
El monument més important és el temple de Khnum. També hi ha un monestir copte del segle x.
A l'altura de la ciutat, el Nil ha de ser recorregut pels vaixells mitjançant unes rescloses.